# 공굴리기

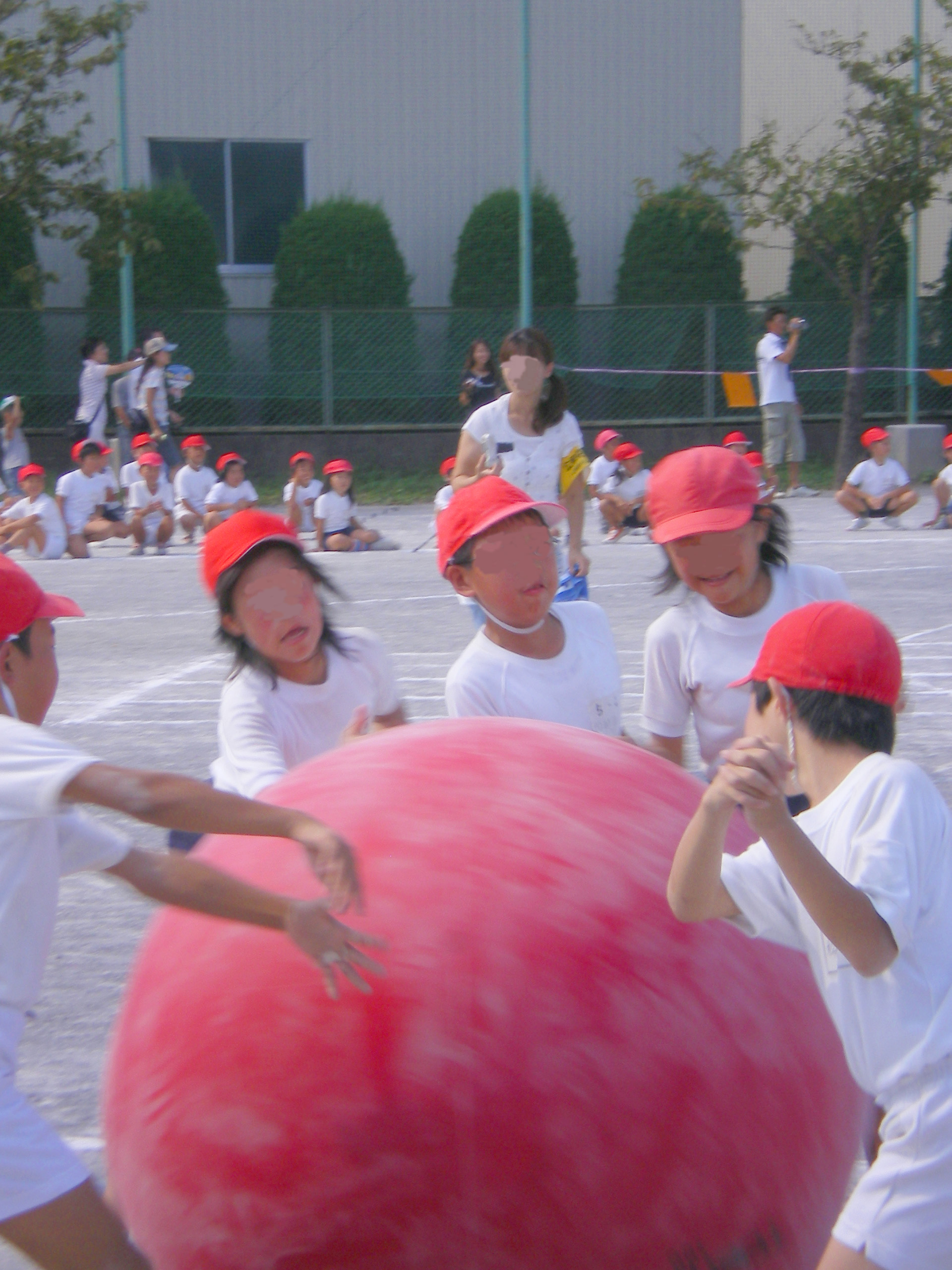
공굴리기

공굴리기는 운동회에서 열리는 경기중 하나이다.

## 규칙
큰 공을 잡아 굴려 정해진 코스를 달려 골로 향한다. 빨리 목표에 도착하는 팀이 승리이다. 구르는 공을 팀워크로 제어하는 기술을 겨루는 경기이다. 규칙도 간단해서, 초등학교의 운동회 등에서 자주 일어난다.